# Samuel Adjei
Samuel Adjei, född 18 januari 1992 i Eksjö, är en svensk före detta fotbollsspelare.
Adjeis moderklubb är Waggeryds IK. Han spelade som ungdom även för Hooks IF och Jönköpings Södra IF, innan han i början av 2009 gick till engelska Newcastle United och blev ungdomsproffs. Den 2 mars 2012 gick han till Football League One-klubben Hartlepool United på ett månadslångt låneavtal. Han gjorde sin debut för Pool den 3 mars, i en 1–1-match mot Milton Keynes Dons, då han blev inbytt mot James Poole.
I januari 2013 återvände han till sin tidigare klubb, Jönköpings Södra IF, vilka han skrev på ett tvåårskontrakt med. Han gjorde sin ligadebut för J-Södra den 8 juni 2013 i en 1–0-bortaförlust mot Assyriska FF. Han blev inbytt i den 66:e minuten mot Robert Gojani och det var hans enda match under säsongen 2013. Efter säsongen 2014 lämnade Adjei J-Södra i samband med att hans kontrakt gick ut. Han spelade endast två ligamatcher under sin tid i klubben på grund av stora skadeproblem.
Han har gjort fyra pojklandskamper samt en juniorlandskamp för Sverige.